# 欧根·赛特勒
欧根·赛特勒（德語：Eugen Seiterle，1913年12月7日—1998年11月23日），瑞士男子手球运动员。他曾代表瑞士参加1936年夏季奥林匹克运动会手球比赛，获得一枚铜牌，他在其中三场比赛当中上场。